# Leandro González Pírez
Leandro Martín González Pirez (Buenos Aires, 26 de fevereiro de 1992) é um futebolista argentino que atua como zagueiro. Atualmente defende o River Plate.
González Pirez foi revelado pelo River Plate em 2011, e participou da equipe olímpica que conquistou a medalha de prata nos Jogos Pan-Americanos de 2011.

## Carreira

### River Plate
González Pirez estreou como profissional durante a vitória sobre o Newell's Old Boys em 26 de março de 2011, partida válida pela sétima rodada do Torneio Clausura. Nesta oportunidade, o jogador entrou em campo em uma substituição já nos acréscimos finais.
No final de 2011, González Pirez assinou com o River Plate um contrato de quatro anos e uma multa rescisória de quinze milhões de euros. Em 7 de abril de 2012, marcou seu primeiro gol como profissional diante do Racing.

### Gent
Durante a temporada 2013–2014, González Pirez foi emprestado ao Gent, atuou apenas oito jogos no clube belga.

### Arsenal de Sarandí
Em 2014, o atleta foi emprestado por seis meses para o Arsenal de Sarandí, disputando cinco jogos da Copa Libertadores da América de 2014.

### Tigre
Na temporada de 2015, González Pirez se transferiu gratuitamente para o Tigre, o atleta disputou mais de trinta partidas com a camisa do El Matador de Victoria. González Pirez marcou os primeiros gols nos triunfos consecutivos diante do Estudiantes (14 de abril) e Huracán (18 de abril).

### Estudiantes
Em 2016, o atleta se transferiu para o Estudiantes, que adquiriu 50% de seu passe. González Pirez era pretendido por outras equipes na Argentina, como o Boca Juniors e o San Lorenzo.

### Atlanta United
Em 26 de janeiro de 2017, o Atlanta United, clube estadunidense que disputa a Major League Soccer, anunciou a contratação de González Pirez.

## Seleção nacional
A primeira experiência de González Pírez com a seleção sub-17 foi no campeonato Sul-Americano de 2009, onde a Argentina conquistou o vice-campeonato. No mesmo ano, disputou o torneio de Toulon, conquistando o terceiro lugar e, posteriormente, a Copa do Mundo FIFA da categoria, em que a Argentina chegou até a fase de oitavas de finais.
Dois anos depois, o atleta foi convocado para a seleção sub-20, disputando o Campeonato Sul-Americano, terminando em terceiro lugar; a Copa do Mundo FIFA da categoria sediada na Colômbia e os Jogos Pan-Americanos de 2011, pelo qual conquistou a medalha de prata.
| Torneio                           | Sede     | Resultado         |
| --------------------------------- | -------- | ----------------- |
| Sul-Americano Sub-17 de 2009      | Chile    | Vice-campeão      |
| Torneio de Toulon de 2009         | França   | Terceiro lugar    |
| Copa do Mundo FIFA Sub-17 de 2009 | Nigéria  | Oitavas de finais |
| Sul-Americano Sub-20 de 2011      | Peru     | Terceiro lugar    |
| Copa do Mundo FIFA Sub-20 de 2011 | Colômbia | Quartas de finais |
| Jogos Pan-Americanos de 2011      | México   | Medalha de prata  |

## Conquistadas
- Primera B Nacional – 2011/12 ( River Plate)[3]
- Jogos Pan-Americanos de 2011 ( Seleção Argentina de Futebol Sub-23)[4]
- Primera División – 2023 ( River Plate)
- Trofeo de Campeones – 2023 ( River Plate)
- Supercopa Argentina – 2023 ( River Plate)